# Josyane De Jesus-Bergey
Josyane De Jesus-Bergey, poeta franco-portuguesa, nació en La Rochelle (Charente-Maritime / Francia) en 1941.
Una vez retirada de la función pública, Josyane De Jesus-Bergey codirige LarochellIvre, asociación que organiza encuentros literarios en Charente-Maritime así como el “Printemps des Poètes” y el Salón del libro de poesía en La Rochelle.
Muy próxima a  Jean Bouhier, fundador del movimiento de poesía de postguerra “l´ Ecole de Rochefort”, Josyane De Jesus-Bergey ha creado en «La Forêt des Mille Poètes», en  VESDUN (Cher / Francia), el lugar conmemorativo de este movimiento.
Poemas de Josyane De Jesus-Bergey han sido traducidos al inglés por Ángela Serna, en portugués por Ruth Motta, español, y árabe.
Participa en numerosos encuentros y festivales. Cabe mencionar:
- Lodève: Festival Voix de la Méditerranée,[3] 2005.
- Lodève : «Printemps des Poètes», 2006.
- Vitoria,[4] País Vasco (España), Casa de la Cultura, mayo de 2008.
- Recital de poesía a través de Túnez, junio de 2008 (poesía, pintura y traducción), organizado por el Centro Nacional de traducción (Universidad de Túnez).
- En Argelia : Salón del libro de Orán, Festival de Tipaza, de Boumerdès y de Argel.

### Poesía
- Pour un soleil qui meurt / Por un sol que muere (Arcam 1996)
- De l´arbre à l´homme... jusqu´à l´épuisement de la saignée/Del árbol al hombre...hasta agotar la sangría ( La Bartavelle Editeur 1997)
- La brodeuse d´écume / La bordadora de espuma (Clapas 1998)
- L´eau Perride / Agua Perride ( La Bartavelle Editeur 1998)
- Le temps suspensif / Tiempo suspensivo (Encres vives 1998)
- Un cheval sur l´océan / Un caballo en el océano (Encres vives 1999)
- Ne me raccompagnez pas, je suis pressée/No me acampanéis, tengo prisa (( La Bartavelle Editeur  2000)
- Comme une confession de pierres / Como una confesión de piedras – Eldjazaïr (Rumeur des Âges 2003). Edición bilingüe francés-árabe; textos traducidos por el poeta tunecino Mohamed Rafrafi y presentado en diferentes teatros. (T. de L´Utopie 2001, Coup de Chauffe, Cognac 2004). Realización de un libro de artista (exposición internacional[5] N. Berjon, Limoges 2005)
- Ce n´est pas parce que la porte s´est refermée... / No es porque la puerta se haya cerrado (Rumeur des Âges 2003)
- Amulettes / "Amuletos", edición "Encre et Lumière", marzo de 2009 / publicación de «Amulettes», con pinturas de Hamid Tibouchi.

### Relato
- BUS 25 pour rendre visite aux ombres / BUS 25 para visitar las sombras con dibujos y pinturas de J. Judde (Rumeur des Âges, marzo de 2004)
- Textes repris / Textos reunidos, théâtre Toujours à l'Horizon, 2004
- Realización de un libro de artista por Armelle Aubriet[6] en 2005.

### Prosa
- La Grande Boiterie / La Gran Cojera (Rumeur des Âges 2005).

### Portfolio
- "Voiles 2008" /Velas 2008,[7] con el pintor de Quebec Marc Mongeau.
- Ha participado en numerosas exposiciones y manifestaciones de poesía/pintura:
  - 2006 -con Joëlle Vassogne (La Rochelle), en dos ocasiones.-con   Hamid Tibouchi  en FRONTIGNAN LA PEYRADE(34)
  - 2007 -con Mohamed Oulhaci (Argelia)
  - 2008 -con Marc Mongeau (La Grande Traversée La Rochelle/ Québec juin 2008)
  - 2009 ANA SERRANO SANCUEZ (Vitoria - España)

### Otras publicaciones

#### Antologías de poesía
-Recueil collectif de poésie "Libro colectivo de poesía, Quebec 2008", (Francia)  Écrits des Forges (Quebec) Sac à mots édition (Francia) con veinte autores de ambos continentes, en lengua francesa, impreso en Quebec (Marquis imprimeur I.L.C. a cargo de los Editores Écrits des Forges et Sac à mots édition). D.L primer trimestre 2008 I.S.B.N (Québec) 978-2-89645-062-6/(Francia) 978-2-915299-26-7. Josyane De Jesus-Bergey es la responsable, junto a LarochellIvre, de esta antología.

#### Revistas francesas y extranjeras
-Revista: "Le poème  Meschonnic", n° 22/23, primer trimestre 2008, Faire-part Edition. Formato 21/22 (primera tirada con obra original de J. Leick y poema manuscrito de  Meschonnic).

#### Antologías
- Longs courriers 2006/ Transcontinentales 2006, Impressions d'Elles 2004, Kaléidoscope 2003 (Expression culturelle Cognac)

- Dictionnaire des écrivains charentais / Diccionario de escritores charantais, Le Croît vif 2005.

- Vous avez dit Poésie ? / Ha dicho poesía ?, Sac à mots Éditions 2003.

### Traducción
Co-revisión poética, con Mohamed Rafrafi, de la traducción realizada por Hédia DRIDI del árabe al francés de la colección de poemas de la poeta iraquí Wafaa Abed Al Razzaq, titulado "Memorias de un niño de la guerra" (Mémoires de l'enfant de la guerre) - Edición L’Harmattan, diciembre de 2008